# 廣德話
廣德縣地處安徽省東南部皖、蘇、浙三省交界地區。面積2165平方公里，東臨杭嘉湖，北倚蘇錫常，人口50.5萬。縣人民政府駐桃州鎮。所謂廣德話並非某種單一的方言體系，而是指廣德地區目前通行的各類漢語方言之總稱，包括吳語、淮語、中原官話、西南官話等。

皖南宣州地區的土著方言為吳語（包括太湖片與宣州片），其中宣州東部與常州、湖州接壤地區土著吳語屬太湖片，廣德縣即屬此列。19世紀的太平天國兵燹使皖南地區的土著人口銳減，戰後本省江北、河南、湖北移民大量湧入，極大地改變了本地區的方言面貌。新移民帶來的客籍方言已在土著式微的條件下反客為主。

目前，廣德縣縣城使用中原官话河南话，縣境內除吳語外分佈有、湖北話、安慶話、浙南吳語、浙南閩語以及湘語的方言島。其中，河南話與湖北話分佈最廣，前者在廣德縣東北鄉村佔優勢，後者在西南鄉村佔優勢。土著吳語僅分佈於廣德縣北部下寺鄉廟西地區，以及東南部蘆村鄉的甘溪溝及東亭鄉部分村莊。其中北部與郎溪縣北部定埠、梅渚等鄉、西北部建平、東夏、幸福等鄉的土著吳語同屬於太湖片毗陵小片，南部甘溪溝等處方言屬於太湖片苕溪小片（或併入蘇嘉湖小片）。一般所稱的廣德話通常指縣城的淮語或縣境內最強勢的客籍方言河南話（佔縣內人口一半以上），而甘溪溝方言則被本地人視為地道老廣德話的代表。